# Stetteldorf am Wagram
Stetteldorf am Wagram ist eine Marktgemeinde mit 1065 Einwohnern (Stand 1. Jänner 2025) im Bezirk Korneuburg in Niederösterreich. Sie liegt – ebenso wie ihre Ortsteile Starnwörth, Eggendorf und Inkersdorf – nördlich der Donau am markanten Höhenzug des Wagram und ist vor allem durch ihren Weinbau bekannt.

## Geografie
Stetteldorf am Wagram liegt im Weinviertel in Niederösterreich. Die Fläche der Marktgemeinde umfasst 25,74 Quadratkilometer, wovon ein großer Teil Weingärten und 1,0 Prozent bewaldet sind.

### Gemeindegliederung
Das Gemeindegebiet umfasst folgende vier Ortschaften (in Klammern Einwohnerzahl Stand 1. Jänner 2025):
- Eggendorf am Wagram (347)
- Inkersdorf (Exklave[2]) (52)
- Starnwörth (140)
- Stetteldorf am Wagram (526)

Die Gemeinde besteht aus den Katastralgemeinden Eggendorf am Wagram, Inkersdorf, Starnwörth und Stetteldorf am Wagram.

### Nachbargemeinden
| Königsbrunn am Wagram (Bez. Tulln) | Großweikersdorf (Bez. Tulln)                | Rußbach    |
| Absdorf (Bez. Tulln)               | Kompassrose, die auf Nachbargemeinden zeigt | Hausleiten |
|                                    | Tulln (Bez. Tulln)                          |            |

## Geschichte
Das um 1120 erstmals genannte Stetteldorf gehörte den Grafen von Peilstein und wurde nach ihrem Aussterben durch König Rudolf von Habsburg 1278 dem Burggrafen von Nürnberg, Friedrich von Zollern, verliehen. Dieser brandenburgische Besitz wurde an verschiedene Adelige verlehnt. 1330 wurde Stetteldorf durch Auspfarrung aus Hausleiten Pfarre, und seit 1460 ist es Markt. 1461 wurde hier ein Landtag abgehalten. 1582 verkaufte Bartholomäus von Starhemberg die Herrschaft und den Markt an Graf Julius II. zu Hardegg, Glatz und im Machland, der hier das 1588 fertiggestellte Schloss Juliusburg erbauen ließ. Sein Neffe Graf Georg Friedrich verlegte die Verwaltung seiner Güter Oberabsdorf, Oberrußbach, Schmida, Seitzersdorf, Unterparschenbrunn und Wolfpassing in die Juliusburg. Unter Graf Julius IV. kam 1717 noch das vom Gut Sierndorf abgetrennte passauische Oberzögersdorf mit dem halben Ort Oberolberndorf dazu. 1683 tagte im Schloss der große Kriegsrat unter König Johann Sobieski von Polen, ehe der König auf seinem Zug zum Entsatz des von den Türken belagerten Wien bei Neuaigen die Donau überschritt. Letzter Majoratsherr war Johann Friedrich von Hardegg in Stetteldorf, der in den letzten Kriegstagen 1945 fiel.
Aus der ersten Hälfte des 9. Jahrhunderts stammen Siedlungsreste und ein Gräberfeld im Ort Eggendorf mit charakteristischem donauslawischem Fundgut, was wegen der Tracht und des Bestattungsrituals zu erkennen ist. Dass nach der Mitte des 9. Jahrhunderts dort fast keine weiteren Bestattungen oder Belegungen mit Speisebeigaben und Gefäßen nachweisbar sind, lässt auf die fortschreitende Christianisierung in dieser Zeit schließen.

### Bevölkerungsentwicklung
| Stetteldorf am Wagram: Einwohnerzahlen von 1869 bis 2025 | Stetteldorf am Wagram: Einwohnerzahlen von 1869 bis 2025 | Stetteldorf am Wagram: Einwohnerzahlen von 1869 bis 2025 | Stetteldorf am Wagram: Einwohnerzahlen von 1869 bis 2025 | Stetteldorf am Wagram: Einwohnerzahlen von 1869 bis 2025 |
| -------------------------------------------------------- | -------------------------------------------------------- | -------------------------------------------------------- | -------------------------------------------------------- | -------------------------------------------------------- |
| Jahr                                                     |                                                          |                                                          |                                                          | Einwohner                                                |
| 1869                                                     | 1869                                                     |                                                          | 1.295                                                    | 1.295                                                    |
| 1880                                                     | 1880                                                     |                                                          | 1.306                                                    | 1.306                                                    |
| 1890                                                     | 1890                                                     |                                                          | 1.344                                                    | 1.344                                                    |
| 1900                                                     | 1900                                                     |                                                          | 1.394                                                    | 1.394                                                    |
| 1910                                                     | 1910                                                     |                                                          | 1.387                                                    | 1.387                                                    |
| 1923                                                     | 1923                                                     |                                                          | 1.321                                                    | 1.321                                                    |
| 1934                                                     | 1934                                                     |                                                          | 1.315                                                    | 1.315                                                    |
| 1939                                                     | 1939                                                     |                                                          | 1.252                                                    | 1.252                                                    |
| 1951                                                     | 1951                                                     |                                                          | 1.195                                                    | 1.195                                                    |
| 1961                                                     | 1961                                                     |                                                          | 1.119                                                    | 1.119                                                    |
| 1971                                                     | 1971                                                     |                                                          | 1.024                                                    | 1.024                                                    |
| 1981                                                     | 1981                                                     |                                                          | 884                                                      | 884                                                      |
| 1991                                                     | 1991                                                     |                                                          | 935                                                      | 935                                                      |
| 2001                                                     | 2001                                                     |                                                          | 1.021                                                    | 1.021                                                    |
| 2011                                                     | 2011                                                     |                                                          | 1.021                                                    | 1.021                                                    |
| 2021                                                     | 2021                                                     |                                                          | 1.068                                                    | 1.068                                                    |
| 2025                                                     | 2025                                                     |                                                          | 1.065                                                    | 1.065                                                    |
| Quelle(n): Statistik Austria, Gebietsstand 1.1.2021      |                                                          |                                                          |                                                          |                                                          |

Nach dem Ergebnis der Volkszählung 2001 gab es 1021 Einwohner. 1991 hatte die Marktgemeinde 935 Einwohner, 1981 884 und im Jahr 1971 1024 Einwohner.

## Kultur und Sehenswürdigkeiten

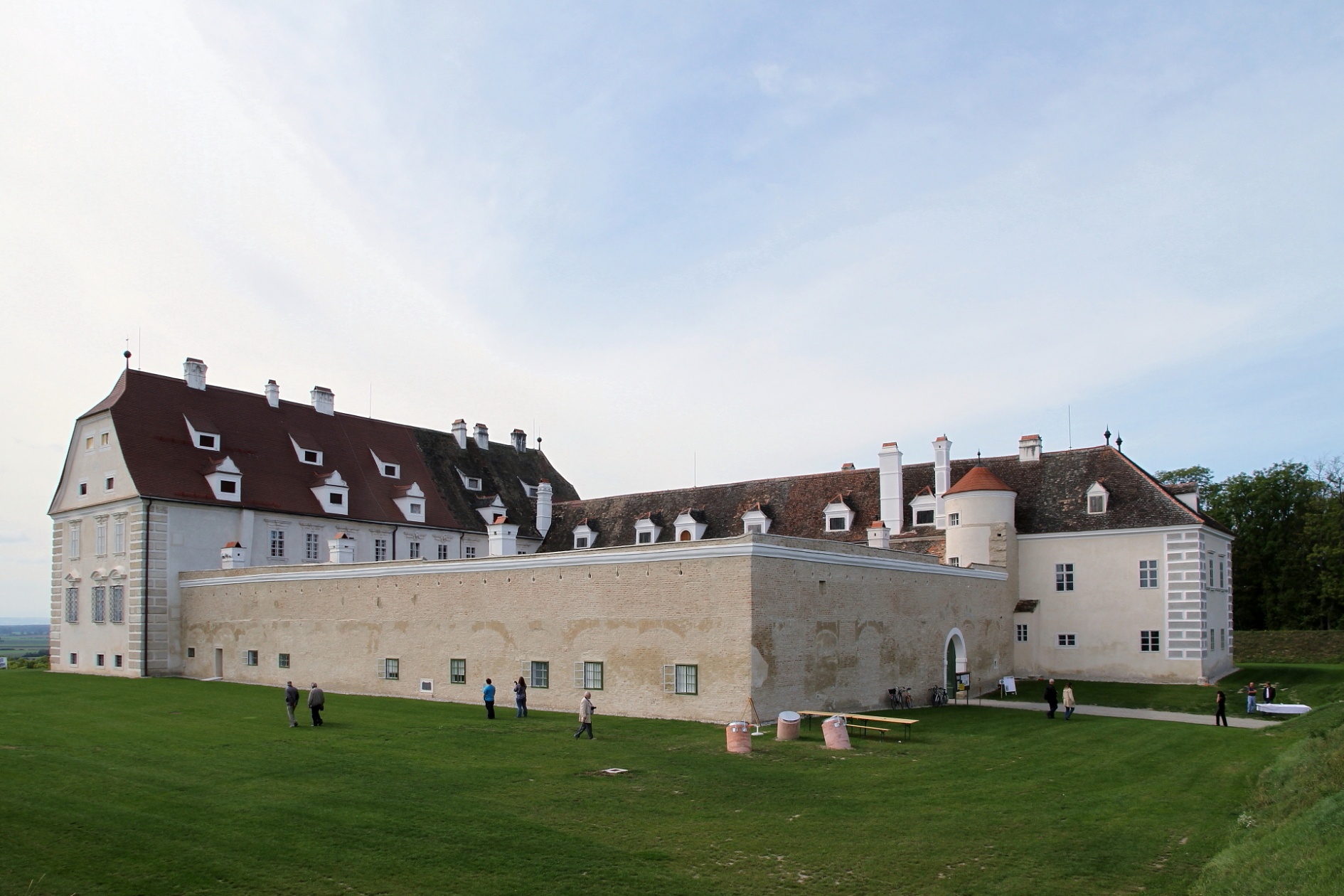
Schloss Juliusburg

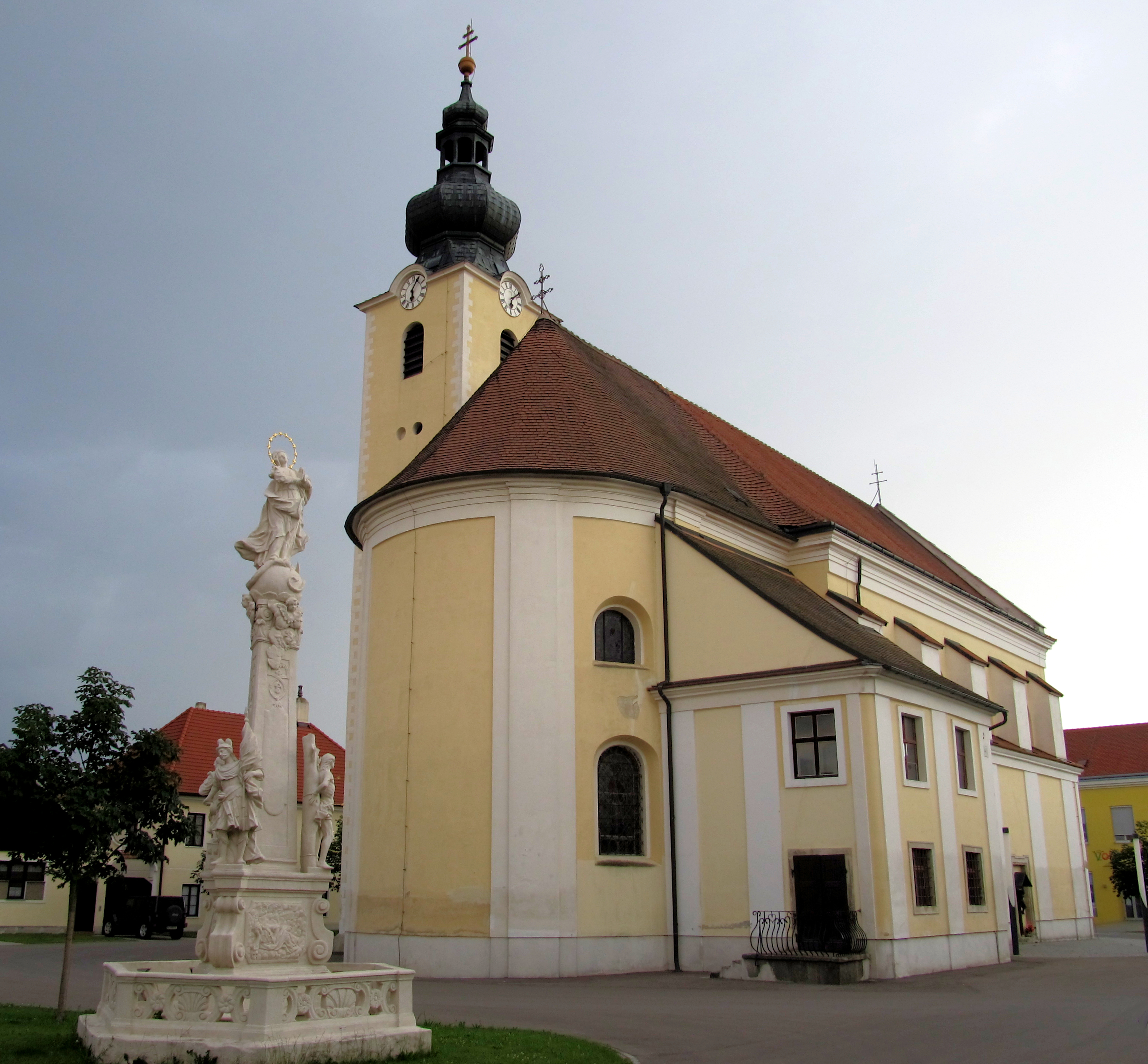
Pfarrkirche Stetteldorf am Wagram

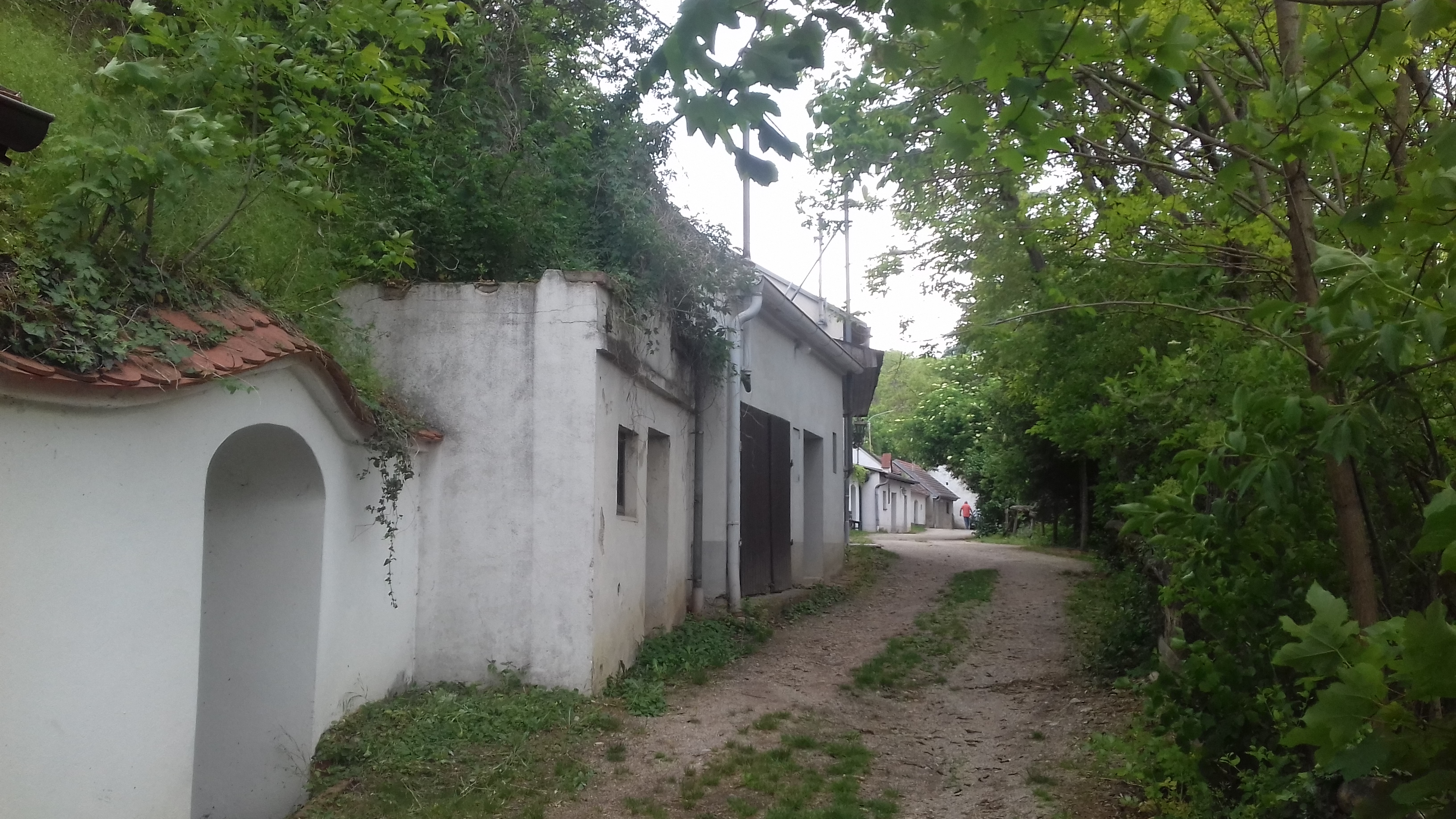
Kellergasse an der Wagramkante

- Schloss Juliusburg: Im Schloss planten 1683 der Polenkönig Jan Sobieski, Herzog Karl von Lothringen und deutsche Fürsten die Befreiung Wiens von den Türken. Die Reste des Schlossparks und des Hofgartens von Schloss Juliusburg werden kulturell genutzt.
- Katholische Pfarrkirche Stetteldorf am Wagram hl. Johannes der Täufer
- Katholische Ortskapelle Eggendorf am Wagram hl. Wolfgang
- Glockenturm Eggendorf am Wagram
- Glockenturm Starnwörth

## Wirtschaft und Infrastruktur
Im Jahr 2010 gab es 46 land- und forstwirtschaftliche Betriebe, davon 32 Haupterwerbsbetriebe. Im Produktionssektor beschäftigten 14 Betriebe 39 Arbeitnehmer, im Dienstleistungssektor arbeiteten 156 Angestellte in 55 Betrieben (Stand 2011).

### Verkehr

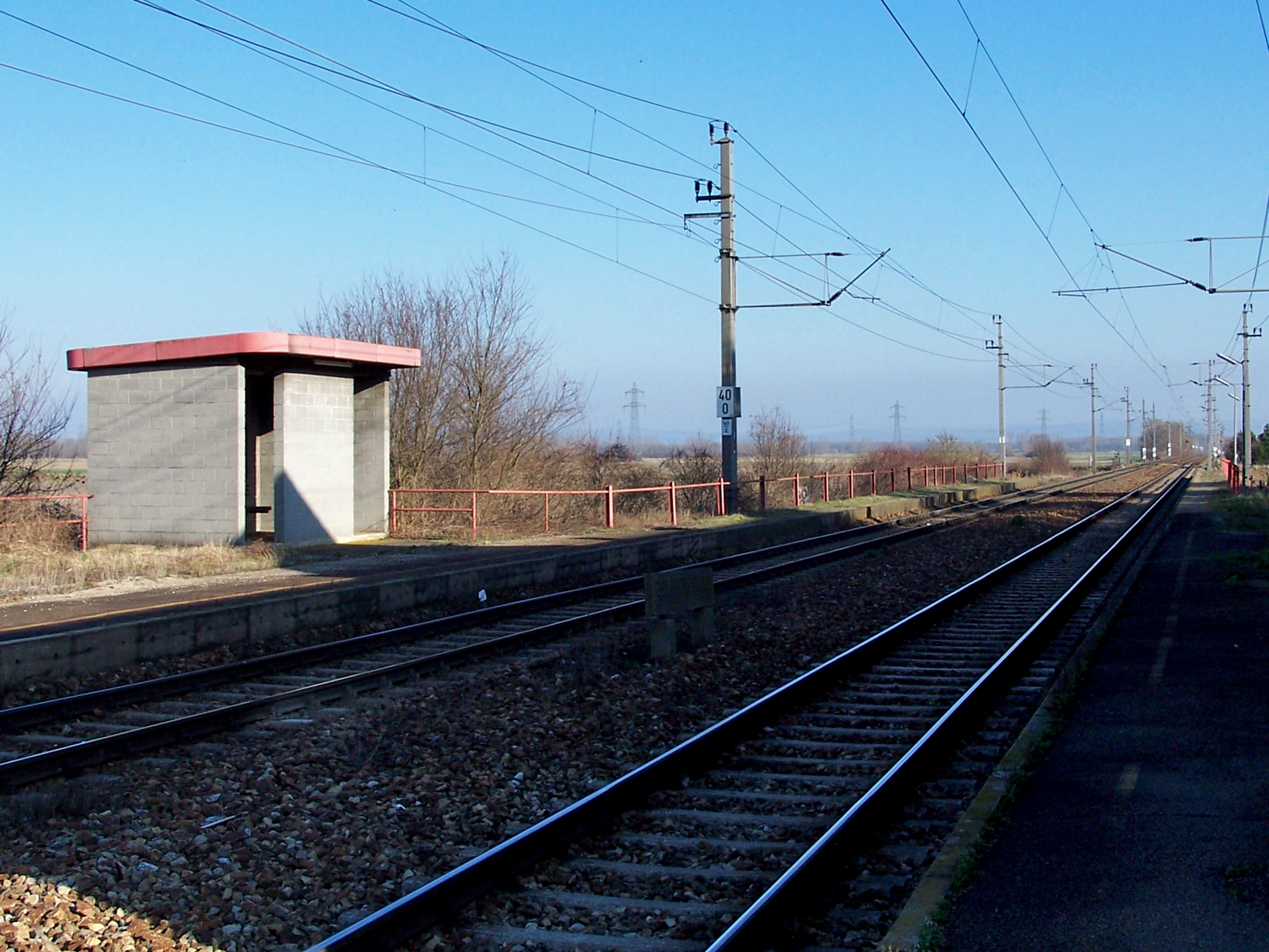
Ehemalige Haltestelle Neuaigen-Stetteldorf (1996 aufgelassen)

Die Gemeinde Stetteldorf wird mit einzelnen Landesstraßen zu den Nachbarortschaften verbunden. Darunter die Landesstraße 14, welche Anschluss zur B19 in der Nachbargemeinde Hausleiten (Gaisruck) gewährt. Neben dem besaß die Gemeinde bis Mitte der 90er-Jahre zwei Haltestellen an Bahnstrecken. 1994 verlor man den Anschluss an die Bahnstrecke Absdorf-Stockerau, 1996 wurde die mit Neuaigen geteilte Haltestelle Neuaigen-Stetteldorf an der Franz-Josefs-Bahn aufgelassen. 

### Öffentliche Einrichtungen
In Stetteldorf befindet sich ein Kindergarten und eine Volksschule.

## Politik

### Gemeinderat
Der Gemeinderat hat 19 Mitglieder.
- Mit den Gemeinderatswahlen in Niederösterreich 1990 hatte der Gemeinderat folgende Verteilung: 8 ÖVP, 4 SPÖ, 2 Sonstige und 1 FPÖ. (15 Mitglieder)
- Mit den Gemeinderatswahlen in Niederösterreich 1995 hatte der Gemeinderat folgende Verteilung: 10 ÖVP, 4 SPÖ und 1 FPÖ.[9]
- Mit den Gemeinderatswahlen in Niederösterreich 2000 hatte der Gemeinderat folgende Verteilung: 11 ÖVP, 3 SPÖ und 1 FPÖ.[10] (15 Mitglieder)
- Mit den Gemeinderatswahlen in Niederösterreich 2005 hatte der Gemeinderat folgende Verteilung: 14 ÖVP und 5 SPÖ.[11]
- Mit den Gemeinderatswahlen in Niederösterreich 2010 hatte der Gemeinderat folgende Verteilung: 13 ÖVP, 5 SPÖ und 1 FPÖ.[12]
- Mit den Gemeinderatswahlen in Niederösterreich 2015 hatte der Gemeinderat folgende Verteilung: 15 ÖVP und 4 SPÖ.[13]
- Mit den Gemeinderatswahlen in Niederösterreich 2020 hat der Gemeinderat folgende Verteilung: 12 ÖVP und 7 SPÖ.[14]
- Mit den Gemeinderatswahlen in Niederösterreich 2025 hat der Gemeinderat folgende Verteilung: 14 ÖVP, 3 SPÖ und 2 FPÖ.[15]

### Bürgermeister
- bis 2005 Josef Trabauer (ÖVP)
- 2005–2012 Josef Danksagmüller (ÖVP)
- seit 2012 Josef Germ (ÖVP)

## Persönlichkeiten
Söhne und Töchter der Gemeinde
- Franz Lang (1871–1938), Politiker (CSP)
- Johann Fischer (1919–2008), Bildender Künstler

## Sonstiges
- Die Marktgemeinde Stetteldorf am Wagram ist Mitglied der Region Wagram, Klimabündnis- und Bodenbündnisgemeinde.
- 2007 wurde sie als eine der seniorenfreundlichsten Gemeinden Niederösterreichs ausgezeichnet.
- Die Marktgemeinde war 2007 die „vereinsfreundlichste Gemeinde“ des Bezirks Korneuburg.